# Studenci (Federacja Bośni i Hercegowiny)
Studenci – wieś w Bośni i Hercegowinie, w Federacji Bośni i Hercegowiny, w kantonie zachodniohercegowińskim, w mieście Ljubuški. W 2013 roku liczyła 1143 mieszkańców, z czego większość stanowili Chorwaci.